# バーンリー
バーンリー（英: Burnley）は、イングランドのランカシャーにあるタウンで、人口は約9万人（2021年）。マンチェスターの北約34km、プレストンの東約32kmに位置している。
タウンは中世初期に、領主の館や王族の森に囲まれた、多くの村落として発達し始め、市場は700年以上の歴史がある。産業革命では、ランカシャー地方の主要な工場を有する町となり、世界最大のコットン製品の産地の1つとなった。現在は、マンチェスターやリーズと比較して、産業化が終了した後の、静かな町となっている。

## スポーツ
- バーンリーFC - バーンリーの競技場ターフ・ムーアを本拠地とするサッカーのクラブチーム

## 姉妹都市
- - ヴィトリー＝シュル＝セーヌ, フランス

## 出身人物
- イアン・マッケラン - 俳優
- J・パット・オマリー - 俳優、声優
- ニール・ホジソン - ライダー
- リー・イングルビー - 俳優
- ジェイ・ロドリゲス - サッカー選手